# Niamtougou
Niamtougou – miasto w Togo (region Kara). Według danych szacunkowych na rok 2020 liczy 23 261 mieszkańców. W mieście znajduje się Port lotniczy Niamtougou.